# John Henry Davies
John Henry Davies (Tutbury, 1864 – Llandudno, 24 ottobre 1927) è stato un imprenditore inglese, passato alla storia come il primo presidente della storia del Manchester United, allora noto come Newton Heath, società che ha rilevato nel 1902 evitandole il fallimento.

## Biografia
Nasce a Tutbury, nello Staffordshire. Non nasce da una famiglia ricca e inizialmente lavora come agente immobiliare e locandiere. Entra nel business della birra negli ultimi anni del 1890, come direttore della birreria "John Henry Less" situata a Moss Side, presso Manchester (formatasi nel 1897). Dopo l'inizio del 1900, diviene presidente della birreria "Walker and Homfray", e nel 1904 diviene presidente della "Manchester Brewery Company", che possedeva molti pub a Manchester e a Salford. La "Walker and Homfray" prende il controllo della "Manchester Brewery" e di diverse altre compagnie nel 1912. Davies ottiene anche il controllo della sede di Stockport della "Daniel Clifton & Company", che era proprietaria di circa cinquanta pub e off-licences. Nel 1920, fonda la "Moss Side Brewery Company" e la "Palatine Bottling Company".
Prima di entrare nel mondo del calcio, era diventato indipendentemente ricco e si era sposato in una famiglia benestante. Sua moglie Amy (nata Caterall), era la nipote di un commerciante di zucchero, Sir Henry Tate, 1° baronetto. Davies e sua moglie divengono noti come filantropi, divenendo noti per il loro supporto in diversi sport nella zona di Manchester.
È popolare la storia collegata al modo in cui Davies è andato a rilevare il Newton Heath. Si dice che il cane del capitano della squadra, Harry Stafford, allontanatosi dal giocatore, che era assieme ad altri compagni in un bazar di St James Hall per la raccolta di fondi a sostegno della propria squadra (febbraio 1901), che era in una forte crisi economica e rischiava il fallimento, viene trovato da Davies e viene riportato a Stafford. Davies gli chiede se poteva acquistare il cane ma alla fine finisce per comprare il club. Come gesto di ringraziamento, Stafford gli concede di tenere il cane. Nel marzo del 1902, dopo una riunione a New Islington Hall, Stafford annuncia ai tifosi del Newton Heath che lui, Davies e altri tre imprenditori locali aveva accettato di investire ognuno £ 200 nella società, salvandola dal fallimento, dopo l'ordine di liquidazione ricevuto due mesi prima a causa di un debito di £ 2.670.
Sotto la presidenza di Davies, il nome della squadra cambia in Manchester United Football Club, mutando anche i colori sociali dal bianco e blu navy al bianco e rosso. Il campo da gioco di Bank Street viene ammodernato per ospitare più spettatori e Ernest Mangnall viene assunto come segretario l'anno seguente. Vengono acquistati calciatori del calibro di Alex Bell, Harry Moger, Charlie Roberts, George Wall e Charlie Sagar e nel 1906 la squadra conquista la promozione in prima divisione. Nel 1908, con l'acquisto di altri calciatori, il Manchester United vince il suo primo titolo inglese (1908), la sua prima supercoppa inglese (1908) e la prima FA Cup (1909) e in seguito Davies decide di trasferire il club all'Old Trafford nel 1910, investendo altri £ 60.000. Nonostante la vittoria di un altro campionato inglese nel 1911, la partenza di Mangnall verso il Manchester City e l'inizio della prima guerra mondiale pose fine al primo periodo di successi. Nell'ottobre del 1927 Davies perisce all'età di 63 anni, dopo aver vissuto in cattive condizioni di salute nei tre anni precedenti.